# Томас Ханна
Томас Луїс Ханна  (англ. Thomas Louis Hanna, 21 листопада 1928 — 29 липня 1990) — автор системи фізичних вправ, відомої як «Соматичне навчання за методом Ханни», автор терміна «соматика».

## Біографія
У 1958 році Ханна Томас отримав докторський ступінь у галузі філософії та богослов'я Чиказького університету, після чого почав викладати в різних коледжах — спочатку в коледжі Холлінс (Роанок, штат Вірджинія), потім, як запрошений викладач, в Університеті Північної Кароліни та  Університеті Дьюка (Північна Кароліна). Він також читав лекції і займався дослідницькою роботою в Парижі, Брюсселі та Майнці (Німеччина). У 1965 році Ханна став деканом факультету філософії Флоридського університету. В цей період він також вивчав неврологію в медичній школі.
У 1973 році Ханна переїхав у Сан-Франциско, де став керівником аспірантури Інституту гуманістичної психології (в даний час — Університет Сейбрука). Ще на початку 1970-х він познайомився з ізраїльським вченим Моше Фельденкрайзом, ччиї теорії та напрацювання був співзвучні його власну «філософію тіла». Будучи керівником аспірантури, Ханна організував першу в США програму навчання за методом Фельденкрайза, що тривала з 1975 по 1977 рік. Паралельно він також викладав у «Новатовском інституті соматичних досліджень та навчання», створений ним у 1975 році. Ханна продовжував свої дослідження і співробітництво з Фельденкрайзом протягом багатьох років.
Томас Ханна трагічно загинув в автокатастрофі 29 липня 1990 року. Після його смерті його авторськими методиками і навчальними програмами продовжують займатися «Новатовський інститут соматичних досліджень та навчання» (Еліонори Крисвелл-Ханна), «Інститут соматичних систем» (Стівен Аронштейн), «Інститут соматичних досліджень та розвитку» (Лоуренс Голд) та «Інститут соматичного навчання Інгла» (Брайан Інгл).

## Власний метод
Об'єднавши свій досвід у вивченні богослов'я, філософії та нейронаук, Томас Ханна прийшов до ідеї, що всі події життя призводять до «фізичним паттернам в тілі людини».
«Соматичне навчання за методом Ханни» (англ. Hanna Somatic Education) — система фізичного навчання, розроблену ним на основі методу Фельденкрайза. Займаючись за цим методом з людьми різного віку, Ханна вів спостереження за характерними проблемами, пов'язаними з поставою. Він зауважив, що певні процедури допомагають відновити управління м'язами, які тримають хребет у правильному положенні і обмежують діапазон руху. Прийоми своєї роботи, спрямованої на посилення усвідомленого контролю над фізіологічними процесами, Ханна оформив як власне «соматичне навчання за методом Ханни»..
Соматичне навчання Ханни — продовження серії відкриттів, зроблених різними вченими в результаті дослідження фізіологічних наслідків стресу (Ганс Сельє), соматичного розвитку / дорослішання (A. F. Frazier), теорії педагогіки і рухового навчання (Моше Фельденкрайз та ін.), викладене в практичних клінічних методиках, які швидко покращують функціонування тіла. Методи соматичного перенавчання використовують здатність мозку постійно розвиватися (нейропластичність) для зменшення або усунення впливу залишкової пам'яті про тих травмах або стресах, які були причиною мимовільних патернів м'язового напруги (які викликають біль і обмежують рухливість) і спотворення образу свого тіла (зміна рухів і постави).
Ханна знайшов визначення цим залишкових явищ за допомогою терміна сенсомоторна амнезія (СМА): втрата пам'яті про те, як вільно і скоординовано рухатися, а також втрата спроможності це робити. Така втрата пам'яті проявляється як фізіологічна пам'ять стресу та/або травми, яка заміщує здорові функціональні патерни — і змінює м'язову / рухову пам'ять і її роботу. Ці зміни і втрата контролю є складовими „амнезії“. 
З точки зору фізіології спосіб виконання соматичних вправ активізує і об'єднує сенсорні і моторні області кори головного мозку, залучені в рух і сприйняття відчуттів. Активація кори головного мозку, таким чином, створює для нашого сприйняття більш повне і чітке, з більш високою роздільною здатністю зображення тіла (тобто з великою кількістю сенсорних контрольних точок по всій амплітуді руху). Завдяки цьому краще приймається зображенню розвивається здатність контролювати м'язи більш чітко і плавно (з'являються точність, швидкість і витонченість). При цьому зменшується ймовірність м'язових судом і спазмів, а стан нейромускульной системи все більше і більше наближається до природного стану спокою. 
Через практику соматики знаходиться можливість нейтралізувати стрес і наслідки травм, знайти більш якісний м'язовий контроль, поліпшити координацію і збільшити амплітуду рухів, відчути більше енергії в тілі, виправити поставу тощо 
Клінічне соматичне навчання розвиває здорову м'язову і рухову пам'ять, переважно за допомогою рухів і навчання, заснованого на відчуттях, використовуючи патерн фізіологічної дії належить до потягування (пандикуляции) для створення тривалих функціональних поліпшень за короткий період часу.
У клінічному соматичному навчанні використовується активний підхід „викладач-учень“, а не пасивний — „лікар-пацієнт“. Вивчивши конкретну ситуацію клієнта і уважно обстеживши його, викладач проводить клінічне заняття. Освоюючи і виконуючи спеціально підібрані рухи в залежності від розташування болю, м'язового затиску або порушення постави, що займається концентрується на відчуттях, які виникають у певних м'язах або групах м'язів. Таким чином, він розвиває в собі більш яскраве фізичне розуміння, покращує здатність управляти власними рухами і контролювати м'язову напругу. Все це дозволяє за короткий час досягти значного поліпшення фізичного стану, якості рухів тіла, постави та зовнішнього вигляду в цілому. 

## Дивись також
- Моше Фельденкрайз

### Додаткова література
- Damasio, Antonio R. (1994). Descartes’ Error: Emotion, Reason, and the Human Brain. New York: Putnam.
- Damasio, Antonio R. (1999). The Feeling of What Happens: Body and Emotion in the Making of Consciousness. New York: Harcourt.
- Damasio, Antonio R. (2003). Looking for Spinoza: Joy, Sorrow, and the Feeling Brain. New York: Harcourt.
- Felman, Shoshana. (1980/2003). The Scandal of the Speaking Body: Don Juan With J. L. Austin, or Seduction in Two Languages. Translated by Catherine Porter. Stanford: Stanford University Press.
- Robinson, Douglas. (1991). The Translator's Turn. Baltimore and London: Johns Hopkins University Press.
- Robinson, Douglas. (1996). Translation and Taboo. DeKalb: Northern Illinois University Press.
- Robinson, Douglas. (2003). Performative Linguistics: Speaking and Translating as Doing Things With Words. London and New York: Routledge.
- Robinson, Douglas. (2008). Estrangement and the Somatics of Literature: Tolstoy, Shklovsky, Brecht. Baltimore: Johns Hopkins University Press.
- Robinson, Douglas. (2011). Translation and the Problem of Sway. Amsterdam and Philadelphia: John Benjamins.
- Robinson, Douglas. (2012). First-Year Writing and the Somatic Exchange. New York: Hampton.
- Robinson, Douglas. (2013). Displacement and the Somatics of Postcolonial Culture. Columbus: Ohio State University Press, forthcoming.
- Sellers-Young, Barbara. (2002). «Breath, Perception, and Action: The Body and Critical Thinking.» Consciousness, Literature and the Arts 3.2 (August).
  - Sellers-Young, Barbara (1998) «Somatic Processes: Convergence of Theory and Practice» Theatre Topics 8/2 (September 1998) 173—187.
  - Sellers-Young, Barbara (1999) «Technique and the Embodied Actor» Theatre Research International 24/1 (Spring 199) 89-102. Sellers-Young, Barbara (2008) «Consciousness, Contemplation and the Academy» Consciousness, Literature and the Arts, 9/1 (April) 1-15.
  - Sellers-Young, Barbara (2013) «Stillness in Motion — Motion in Stillness: Contemplative Practice and the Performing Arts», Embodied Consciousness — Performance Technologies, New York: Palgrave.

- Slingerland, Edward G. (2005). «Conceptual Blending, Somatic Marking, and Normativity: A Case Example from Ancient China.[недоступне посилання]» Cognitive Linguistics 16.3: 557—584.
- Slingerland, Edward G., Eric Blanchard and Lyn Boyd-Judson. (2007). «Collision with China: Conceptual Metaphor Analysis, Somatic Marking, and the EP3 Incident.[недоступне посилання]» International Studies Quarterly 51: 53-77.
- Stanislavski, Konstantin. (1961/1989). Creating a Role. Translated by Elizabeth Reynolds Hapgood. London and New York: Routledge.